# Sonus Festival
Das Sonus Festival ist ein seit 2013 jährlich am Zrće-Strand in der Nähe der kroatischen Stadt Novalja ausgetragenes Techno-Festival. Das Wort Sonus ist lateinisch und bedeutet so viel wie „Ton“ oder „Geräusch“.

## Das Festival
Das Festival geht über fünf Tage, beginnt jeweils nachmittags und dauert bis zum frühen Morgen. Bespielt werden die vier örtlichen Open-Air-Clubs Papaya, Noa, Aquarius und Kalypso. Es werden bis zu 20.000 Gäste erwartet.
Veranstalter ist die Ludwigshafener Eventagentur Cosmopop, die in Deutschland durch das Time Warp Festival bekannt wurde.

## Lineups
| Jahr | Acts | Datum                 |
| ---- | --- | --------------------- |
| 2025 | Adam Beyer, Adriatique, Alex Wann, Alisha, Anetha, Artbat, Bad Boombox, Bedouin, Ben Hemsley, Ben Klock, Ben Sterling, Dennis Cruz, DJ Heartstring, Fatima Hajji, Fjaak, Fleur Shore, Funk Tribu, Gordo, Indira Paganotto, Jan Blomqvist, Joseph Capriati, Ki/Ki, Loco Dice, Lovefoxy, Mau P, Miss Monique, Nico Moreno, Ogazón, Partiboi69, Patrick Mason, Reinier Zonneveld, Ricardo Villalobos, Seth Troxler, Shimza, Sven Väth, Trym, Vintage Culture, WhoMadeWho | 17.–21. August 2025   |
| 2024 | 999999999, Adam Beyer, Adriatique, Amémé, Andrea Oliva, Archie Hamilton, Ben Klock b2b Marcel Dettmann, Boston 168, Brina Knauss, Camelphat, Chelina Manuhutu, Chris Stussy, Clara Cuvé, Daria Kolosova, Dax J, Deborah De Luca, Dennis Cruz, DJ Holographic, Eli Brown, Ellen Allien, Enzo Siragusa, Fideles, Franky Rizardo, Héctor Oaks, I Hate Models, Indira Paganotto bzb Joseph Capriati, John Summit, Juliet Fox, Kevin de Vries, Kölsch, Layla Benitez, Lee Ann Roberts, Len Faki, Lilly Palmer, Loco Dice b2b Seth Troxler, Marco Carola, Mha Iri, Miss Monique, Mochakk, NTO, Pan-Pot, Patrick Mason, Raresh, Reinier Zonneveld, Ricardo Villalobos, Richie Hawtin, Robert Hood, Sam Paganini, Sama' Abdulhadi, Sara Landry, Silvie Loto, SPFDJ, Stephan Bodzin, Sven Väth, Syreeta, Thunderpony, Umek, Vintage Culture, Wade                 | 18. – 22. August 2024 |
| 2023 | | 20. – 24. August 2023 |
| 2022 | 999999999, Adriatique, Âme, Amelie Lens, Andhim, Andrea Oliva, Anfisa Letyago, Anna, Ann Clue, Ben Klock, Black Coffee, Boris Brejcha, Carl Cox, Chris Liebing, Dax J, Deborah De Luca, Denis Sulta, Desiree, Dixon, Enrico Sangiuliano, Fisher, FJAAK, Giorgia Anguili, Hot Since 82, I Hate Models, Imogen, Jamie Jones, Joseph Capriati, Joyhauser, Kink, Kobosil, Kölsch, Loco Dice, Luigi Madonna, Maceo Plex, Michael Bibi, Monika Kruse, Pan-Pot, Patrick Topping, Paula Temple, Reinier Zonneveld, Ricardo Villalobos b2b Zip, Richie Hawtin, Richy Ahmed, Rødhåd, Seth Troxler, SHDW & Obscure Shape, Sonja Moonear, Stephan Bodzin, Sven Väth, Trikk, William Djoko | 21. – 25. August 2022 |
| 2019 | Adriatique, Amelie Lens, Andrea Oliva, Apollonia, Ben Klock, Binh, Boris Brejcha, Chris Liebing, Daniel Avery, Dax J, Dorian Paic, Enrico Sangiuliano, Henrik Schwarz, I Hate Models, Jamie Jones, Joey Daniel, Joseph Capriati, Kobosil, Kölsch, Konstantin Sibold, La Fleur, Len Faki, Loco Dice, Luigi Madonna, Maceo Plex, Magdalena, Marco Carola, Pan-Pot, Patrick Topping & Richy Ahmed, Ricardo Villalobos, Richie Hawtin, Rødhåd, Seth Troxler, SHDW & Obscure Shape, Solomun, Sonja Moonear, Sven Väth, Tale Of Us, Valentino Kanzyani, Voigtmann, Zip | 18. – 22. August 2019 |
| 2018 | Adam Beyer, Adriatique, Agoria, Âme, Amelie Lens, Andrea Oliva, Archie Hamilton, Binh, Boris Brejcha, Butch, Cassy, Cezar, Charlotte de Witte, Chris Liebing, Craig Richards, D'julz, Dana Ruh, Digby, Dixon, Dorian Paic, Dr. Rubinstein, Eats Everything, Enzo Siragusa, Ian F., Jackmaster, Jamie Jones, Jennifer Cardini, Johannes Brecht, Joseph Capriati, Kölsch, Konstantin, Len Faki, Loco Dice, Luigi Madonna, Maceo Plex, Marco Carola, Meat, Nastia, Nicolas Lutz, Pan-Pot, Peggy Gou, Praslesh (Praslea & Raresh), Ralf, Recondite, Rhadoo, Ricardo Villalobos, Richie Hawtin, Rødhåd, Rossko, Ryan Elliott, Seth Troxler, Skizzo, Solomun, Sonja Moonear, Stephan Bodzin, Sven Väth, Tale Of Us, The Martinez Brothers, Valentino Kanzyani                                                                                                  | 19. – 23. August 2018 |
| 2017 | Adam Beyer, Adriatique, Agoria, Âme, Apollonia, Archie Hamilton, Binh, Carl Cox, Chris Liebing, Dan Andrei, Dense & Pika, Dorian Paic, Enzo Siragusa, Fabio Florido, Floorplan aka Robert Hood and Lyric Hood, Guti, Hito, Ian F., Jackmaster, Jamie Jones, Janina, Jesse Calosso, Joey Daniel, Jon Rundell, Joseph Capriati, Julia Govor, K.O.D (Cabanne & Lowris), Karotte, Len Faki, Leon, Loco Dice, Luigi Madonna, Maceo Plex, Magda, Magdalena, Mano Le Tough, Marco Carola, Margaret Dygas, Matador, Meat, Monika Kruse, Nick Curly, Pan-Pot, Raresh, Rhadoo, Ricardo Villalobos, Richie Hawtin, Richy Ahmed, Rødhåd, Sam Paganini, Seth Troxler, SHDW & Obscure Shape, Solomun, Sonja Moonear, Steffen Deux, Sven Väth, Tale Of Us, The Martinez Brothers, tINI, Valentino Kanzyani, Vril                                                        | 20. – 24. August 2017 |
| 2016 | Adam Beyer, Alexandra, andhim, Andy Catana, Apollonia, Archie Hamilton, Azimute, Bas Ibellini, Bella Sarris, Binh, Bunte Bummler, Butch, Cabanne, Carlo Lio, Cassy, Chris Liebing, Dana Ruh, Dewalta, Dixon, Dubfire, Eats Everything, Enzo Siragusa, Extrawelt, Felver, Fernando Constantini, Homeboy, Ian F., Ida Engberg, Ilija Rudman, Jackmaster, Jamie Jones, Jan Kinčl Zero, Joey Daniel, Jogarde, Joseph Capriati, Karotte, Kölsch, Konstantin, Len Faki, Leo Aguiar, Leon, Loco Dice, Luciano, Maceo Plex, Marco Carola, Mariano Mateljan, Meat, Mimi, Monika Kruse, Nick Curly, Nicolas Lutz, Oliver Koletzki, Pan-Pot, Praslesh (Praslea & Raresh), Recondite, Rhadoo, Ricardo Villalobos, Rødhåd, Sam Paganini, Sedee, Seth Troxler, Sonja Moonear, Steffen Deux, Tale Of Us, The Martinez Brothers, Tijana T, tINI, Valentino Kanzyani, Zip | 21. – 25. August 2016 |
| 2015 | &ME, Âme, Apollonia, Barac, Binh, Bunte Bummler, Chris Liebing, Dan Andrei, Dixon, Dorian Paic, Enzo Siragusa, Felipe Valenzuela, Felver, Fumiya Tanaka, Guti, Hash, Hold Youth, Ian F., Jackmaster, Jamie Jones, John Digweed, Joseph Capriati, Karotte, Labud, Len Faki, Leon, Loco Dice, Luciano, Marco Carola, Mariano Mateljan, Matador, Mathias Kaden | 16. – 20. August 2015 |
| 2014 | Adam Port, Alexandra, Aneuria, Apollonia, Bella Sarris, Binh, Bunte Bummler, Chris Liebing, Cormac, Dan Andrei, David Mayer, David Nicolas & Sebastian Werle, Dixon, Djebali, Dorian Paic, Ernesto Ferreyra, Evan Baggs, Examine, Henrik Schwarz, Homeboy, Ian F., Jacob Husley, Jamie Jones, JSR, Joseph Capriati, Karotte, Labud, Leon, Loco Dice, Luciano, Marcel Dettmann, Marco Carola, Margaret Dygas, Mariano Mateljan, Markantonio, Meat, Mimi, Mirko Loko, Monika Kruse, Nastia, Pan-Pot, Peter Pixzel, Praslesh (Raresh & Praslea), Rare Movement, DJ Reas, Ricardo Villalobos, Richie Hawtin, Robert Dietz, Seth Troxler, Sergej Snooze, Shaun Reeves, Sonja Moonear, Steffen Deux, tINI, Tobi Neumann, Valentino Kanzyani, Yaya, Zip, Zero                                                                                                   | 18. – 22. August 2014 |
| 2013 | Alex Picone, Aneuria, Andrea Oliva, Binh, Bunte Bummler, Cassy, Chris Liebing, Cormac, Dan Andrei, Dani Casarano, Davide Squillace, DJ Sneak, Dorian Paic, Enzo Siragusa, Ernesto Ferreyra, Examine, Felver, Francesco Del Garda, Guti, Ian F., Jan Frensin, Jacob Husley, Joseph Capriati, Karotte, Labud, Loco Dice, Lovro, Luciano, Magda, Margaret Dygas, Mathias Kaden, Matthias Tanzmann, Meat, Mimi, Miro Loko, Nadja, Neil Brainbridge, Nick Curly, Onur Özer, Pan-Pot, Petar Dundov, Peter Pixzel, Premiesku, DJ Reas, Ricardo Villalobos, Scott Bradford, Seth Troxler, Sergej Snooze, Sonja Moonear, tINI, Valentino Kanzyani, Yaya, Yousef, Zero, Zip | 21. – 25. August 2013 |